# 종이배의 연정
종이배의 연정은 한국에서 제작된 양명식 감독의 1966년 영화이다. 강신성일 등이 주연으로 출연하였고 김형근 등이 제작에 참여하였다.

## 출연

### 주연
- 강신성일
- 이빈화
- 최남현

## 기타
- 조명: 양찬종
- 미술: 송백규